# Озолин, Вильям Янович
Вилья́м Я́нович Озо́лин (17 августа 1931, Омск — 16 августа 1997, Барнаул) — советский поэт и журналист, прозаик.

## Биография
Родился в Омске. Отец — Ян Михайлович Озолин (1911—1938), известный в Омске поэт, дед — из латышских красных стрелков. Оба они были репрессированы в 1937 и расстреляны. Потому первые публикации Вильяма были под фамилией матери — Гонт.
Ходил матросом в низовьях Оби, участвовал в поисковых экспедициях геологов в горах Тянь-Шаня, работал журналистом радио и телевидения на Ямале и Сахалине. Участвовал в двух рыболовецких экспедициях к берегам Камчатки и Аляски. В 1962 году заочно окончил Литературный институт имени А. М. Горького, занимался в семинаре Семёна Городецкого и Ильи Сельвинского. Первая книга, «Окна на Север», издана в 1966 году. В 1972 году переехал из Омска в Читу. С 1980 года жил в Барнауле.
Дружил с известным художником Николаем Третьяковым.

## Творчество
Печататься начал в 1950 году в омских периодических изданиях под фамилией матери (Гонт). Член Союза писателей СССР с 1967 года. Автор поэтических сборников «Окно на Север» (1966) «Песня для матросской гитары» (1972), «Чайки над городом» (1975), «Возвращение с Севера» (1979), «Воспоминание о себе» (1982), «Год быка» (1989), «Белые сады» (1996).

## Память
- В 2006 году к 75-летию со дня рождения поэта в Омске прошли серии вечеров, экспозиции фотографий и стихов Вильяма Озолина[4].
- В августе 2011 года к 80-летию поэта в Омске на бульваре Мартынова был установлен памятный (закладной) камень В. Озолину[1].